# Edith Lambelle Langerfeld

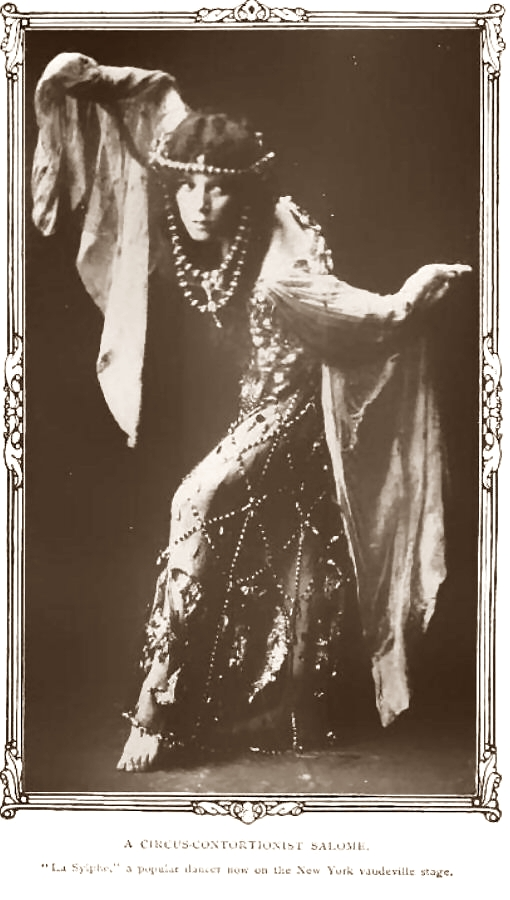

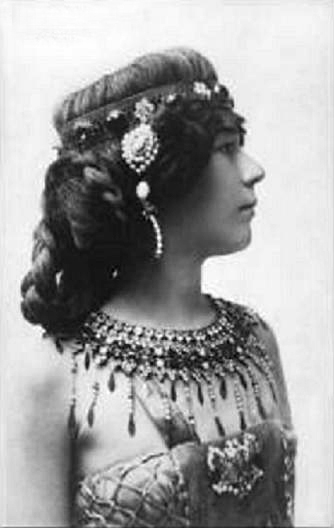
Edith La Sylphe

Edith Lambelle Langerfeld (* 3. Juli 1883 in New York, USA; † 20. Dezember 1968 in Greenwich, Connecticut) war eine amerikanische Tänzerin, die unter dem Namen Edith La Sylphe als Varieté-Tänzerin und Ballerina in Frankreich und USA Karriere machte. Sie zählt zu den Künstlern, die unter anderem auch im Folies Bergère in Paris auftraten.

## Leben
Edith Lambelle Langerfeld wurde 1883 in New York City als Tochter von Arthur Langerfeld (1855–1931) und Margaret Douglas Lambelle geboren. Ihr Vater war stammte aus Elberfeld, Nordrhein-Westfalen, während ihre Mutter aus Loughgall, einer kleinen Stadt in Nordirland kam.  Arthur Langerfeld war ein  Maschinenbauingenieur, der eine Maschine zur Kohletrennung erfunden hatte und diese in den USA vermarktete.

## Karriere
Edith Langerfeld begann im Alter von sechs Jahren mit den Tanzauftritten. Da sie in den USA laut gültiger Gesetze nicht auftreten durfte, verbrachte sie ihre Jugendzeit in Begleitung ihrer Mutter zum Großteil in London,  Mailand,  Paris und Brüssel. Edith La Sylphe sprach fünf Sprachen fließend. Sie war während ihrer zweiten Welttournee die Haupttänzerin am Alhambra Theatre in London. Dies war einer der lukrativsten Positionen in der damaligen Tanzwelt. Bald danach trat sie für zwei Spielzeiten im Folies Bergère in Paris auf. Sie debütierte in den Vereinigten Staaten im  Alter von 14 Jahren, zuerst an der Pazifikküste und debütierte 1899 in New York City. La Sylphes Popularität in den Vereinigten Staaten stieg nach Aufführung von Salome von Richard Strauss an Metropolitan Opera im Jahre 1907. Ab 1919 trat sie im  George White’s Scandals auf, 1928 in der Carnegie Hall in dem Stück The Faun and the Peacock. Ab 1930 bis 1939 war La Sylphe Ballerina des American Ballet Guild.
Edith Lambelle Langerfeld verstarb 1968 im Alter von 85 Jahren in ihrem Haus in Greenwich, Connecticut.

## Auszug Auftritte Presseberichte
- „A Salome Epidemic Now“, San Antonio Daily Express, August 30, 1908, pg. 17.
- „Minute Visits In The Wings“, New York Times, June 22, 1919, pg. 48.
- „Notes Of The Week“, New York Times, October 22, 1899, pg. 16.
- „Dramatic And Musical“, New York Times, November 7, 1899, pg. 5.
- „Sheath Gown Full of Slits“, Newark Advocate, July 8, 1908, pg. 5.
- „Brilliant Star To Sparkle At The Orpheum“, Oakland Tribune, March 5, 1908, pg. 14.
- „Vaudeville“, New York Times, July 19, 1908, pg. X6.
- „Salome Dance In Harlem“, New York Times, July 21, 1908, pg. 7.
- „Another Salome Dance“, New York Times, July 28, 1908, pg. 5.
- „La Sylphe to Go on Tour“, New York Times, July 31, 1908, pg. 5.
- „Amusement Notes“, New York Times, August 1, 1908, pg. 7.
- „Vaudeville“, New York Times, August 30, 1908, pg. X3.
- „Drama“, New York Times, June 3, 1919, pg. 9.
- „Scandals of 1920 Lively And Lavish“, New York Times, June 8, 1920, pg. 18.
- „The Dance: A Ballet Feud“, New York Times, December 25, 1927, pg. X13.
- „The Dance: Studio Groups“, New York Times, March 18, 1928, pg. 123
- „The Dance: A Ballet“. New York Times, April 15, 1928, pg. 117.
- „The Dance: An Art Form“, New York Times, March 23, 1930, pg. X8.